# 장영은
장영은 (1993년 10월 30일 ~ )은 대한민국의 배구 선수이다. 2011년 한국배구연맹 신인선수 드래프트에서 전체 1순위로 대전 KGC인삼공사에 입단하였다. 고질적인 무릎 뼛조각이 떨어져 나가는 수술로 인해 2017-2018시즌 아웃되면서 경기를 뛰지 못했고 시즌 종료후 프로리그 은퇴를 선언했다. 현재는 대구시청 여자 배구팀 주장으로 활동중이다.